# Ruth Schlette

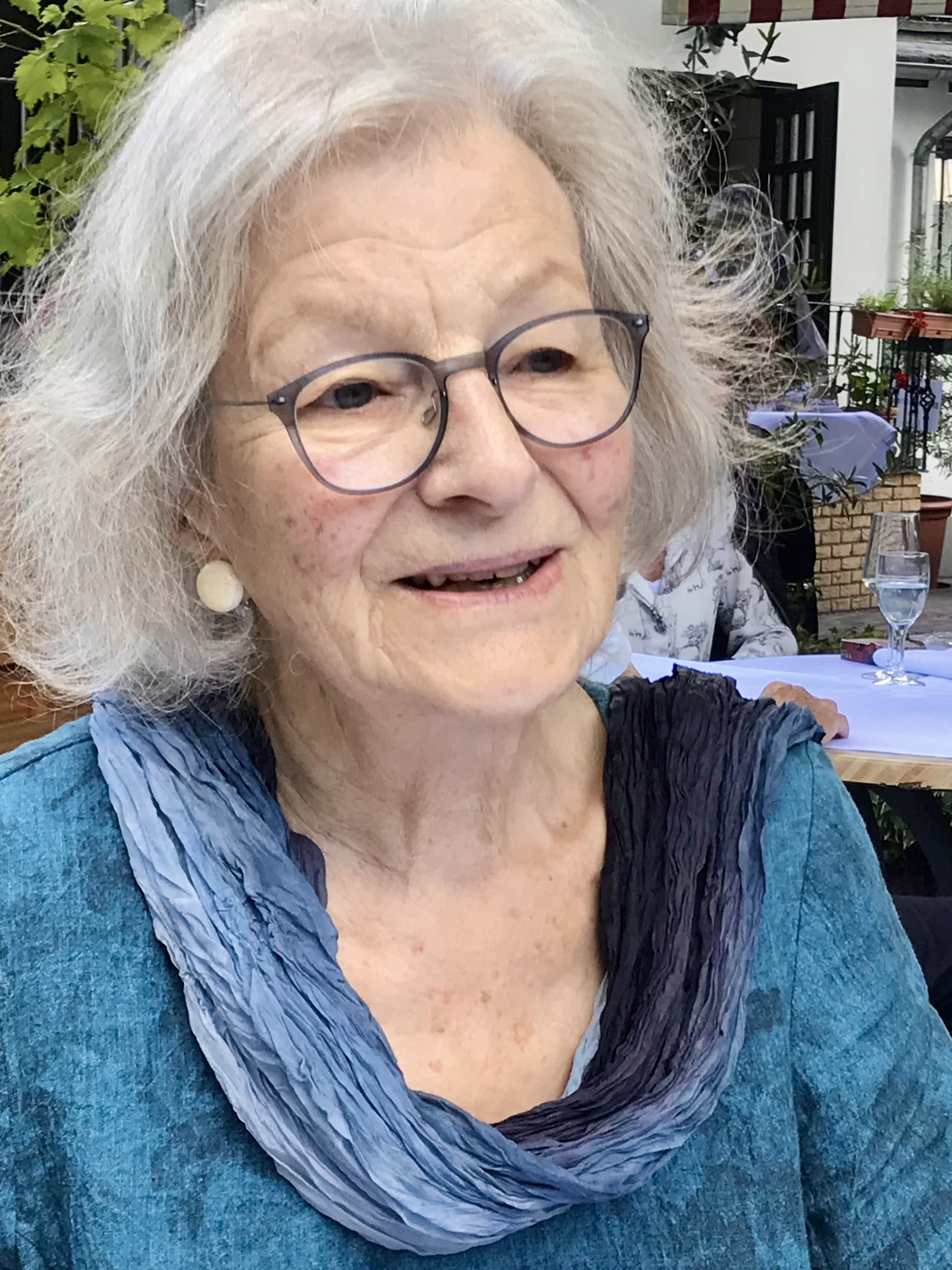
Ruth Schlette

Ruth Antonie Schlette (geborene Weiß; * 6. Februar 1933 in Lindau; † 26. Januar 2024 in Bonn) war eine deutsche Historikerin, Autorin und Aktivistin.

## Leben und Werdegang
Ruth Schlette wuchs als älteste von fünf Geschwistern und einziges Mädchen im Allgäu auf. Das Abitur legte sie 1952 an der Heimschule Kloster Wald in Hohenzollern bei Sigmaringen ab. Sie studierte Geschichte, Philosophie und Politische Wissenschaft an der Ludwig-Maximilians-Universität in München, der Freien Universität Berlin und am Maryville College in St. Louis, Missouri (Fulbright-Stipendium). Nach der Promotion 1958 in Neuerer Geschichte bei Franz Schnabel in München zum Thema Friedrich Adolf Trendelenburg und das Naturrecht im 19. Jahrhundert wurde sie als erste Frau wissenschaftliche Assistentin für Neuere Geschichte bei Heinz Gollwitzer am Historischen Seminar der Universität Münster. 1960 heiratete sie den Philosophen und Theologen Heinz Robert Schlette. 1961 und 1963 wurden ihre Töchter Sophia und Felicitas geboren. 1963 zog die Familie von München nach Bonn um.
Von 1965 bis 1968 übernahm Ruth Schlette Lehraufträge zur Politischen Ideengeschichte an der Pädagogischen Hochschule Rheinland, Abt. Bonn, und an der Erziehungswissenschaftlichen Hochschule in Koblenz. Sie gab ferner Seminare zu den Themen Emanzipation sowie Entwicklungs- und Friedenspolitik. Von 1971 bis 1994 war sie als wissenschaftliche Referentin bei der Deutschen Stiftung für internationale Entwicklung (DSE, 2002 aufgegangen in der Einrichtung Internationale Weiterbildung und Entwicklung (InWEnt), heute Deutsche Gesellschaft für Internationale Zusammenarbeit) tätig, zunächst als Leiterin des Bereichs Faktendokumentation, seit 1983 als Leiterin des Programmbereichs Hochschulzusammenarbeit. In dieser Funktion verfasste sie als Ko-Autorin u. a. englischsprachige Lehrbücher über Hochschuldidaktik, Studienführer, gab entwicklungspolitische Sachbücher heraus und unternahm zahlreiche Reisen ins östliche und südliche Afrika. 
Seit 1975 engagierte sie sich über Parteigrenzen hinweg auch in Chile- und Lateinamerika-Solidaritätsgruppen. Mit der „Kinderhilfe Chile Bonn“, einer Arbeitsgruppe der Aktion Friedensdorf e.V., organisierte sie Aktionen zur Unterstützung des Widerstands gegen das Pinochet-Regime. 1981 und 1986 hielt sie sich auf Betreiben der Vicaría de la Solidaridad des Erzbistums Santiago zur Beobachtung der Situation der Menschenrechte und zur Kontaktpflege mit oppositionellen Gruppen in Chile auf.
Schlette war 1992 Gründungsmitglied der „Beueler Initiative gegen Fremdenhass“ und engagierte sich in stadtteilbezogenen Aktionen für und mit Geflüchteten und Asylbewerbern sowie gegen Fremdenfeindlichkeit, Rassismus und Antisemitismus. 
Im Ruhestand erforschte die Historikerin über viele Jahre die Geschichte der Verfolgung und Ermordung der Beueler Juden im Nationalsozialismus. Sie wirkte bei der Planung und Durchführung von jährlichen Gedenkveranstaltungen mit, so zum Jahrestag des Novemberpogroms 1938 am Platz der damals zerstörten Beueler Synagoge, bei einer Wanderausstellung „Wider das Vergessen. Erinnerungsorte in Beuel“ und hielt Vorträge, um die Erinnerung an jüdische Beueler Bürgerinnen und Bürger wach zu halten, darunter der nach der Irrfahrt der St. Louis nach England geflüchtete Kinderarzt Max Weis (1881–1952). Im Rahmen ihrer Recherchen pflegte sie Verbindungen zur Gedenkstätte Yad Vashem in Israel und zum Holocaust-Museum in Washington, D.C., wo sie 2011 einen mehrwöchigen Forschungsaufenthalt verbrachte, und anderen Holocaust-Forschungsstätten. 
Zu ihren vielen Forschungsinteressen gehörte darüber hinaus die Beschäftigung mit Frauenbiografien und feministischer Lyrik, so arbeitete sie zum Beispiel zuletzt an einem Essayband über die schweizerisch-argentinische Dichterin Alfonsina Storni, über die sie seit Mitte der 1990er Jahre recherchiert und publiziert hatte.

## Auszeichnungen
- 2007 wurde Ruth Antonie Schlette für ihre ehrenamtliche Tätigkeit das Bundesverdienstkreuz am Bande verliehen.
- 2016 wurde ihr der Orden Al Mérito de Chile, die höchstrangige Würdigung der chilenischen Regierung für ausländische Staatsbürger, verliehen.[11][12]

## Publikationen (Auswahl)
- Friedrich Adolf Trendelenburg und das Naturrecht im 19. Jahrhundert. Münchener Historische Studien, Abt. Neuere Geschichte, hrsg. von Franz Schnabel, Bd. 3. Kallmünz/Opf. 1960 (Phil. Diss. unter dem Namen Antonia Ruth Weiss), DNB 455437017
- Übersetzung von: Maurice Blondel: Histoire et Dogme: Geschichte und Dogma. Mit Einführungen von J. B. Metz und R. Marlé. Mainz 1963.
- Julie Braun-Vogelstein zum Gedächtnis. In: Emuna – Horizonte zur Diskussion über Israel und das Judentum. 6 (1971) S. 75–77.
- Entwicklungspolitische Forschung in der Bundesrepublik Deutschland. Probleme und Tendenzen. In: Weltpolitik, Europagedanke, Regionalismus. Festschrift für Heinz Gollwitzer zum 65. Geburtstag, hrsg. Von H. Dollinger. Münster 1982, S. 561–579.
- Studienführer Dritte Welt. Verzeichnis von Studienangeboten mit entwicklungspolitischer Ausrichtung an Hochschulen in der Bundesrepublik Deutschland einschließlich Berlin (West). Stand: Juni 1982. Zusammengestellt und eingeleitet von Ruth Schlette. / Hrsg.: Deutsche Stiftung für Internationale Entwicklung (DSE), DNB 551320389 (online)
- „Guturi Muthungu na Mubia“, das heißt: Zwischen einem Weißen und einem Missionar gibt es keinen Unterschied. In: Biotope der Hoffnung. Zu Christentum und Kirche heute. Ludwig Kaufmann zu Ehren, hrsg. von Nikolaus Klein, Heinz Robert Schlette und Karl Weber. Walter-Verlag, Olten/Freiburg i.Br. 1988 (2. Aufl. 1989), S. 327–337, ISBN 978-3530077513
- mit Barbara Matiru und Anna Mwangi: Each Your Best. A Handbook for University Lecturers. Frankfurt am Main 1995, ISBN 3-88939-076-5 (online)
- „… auf der Suche nach Sonnen, Morgenröten, Sturm, Vergessen“. Lyrik als Grenzüberschreitung: Alfonsina Storni. In: Vom Rande her? Zur Idee des Marginalismus. Festschrift für Heinz Robert Schlette zum 65. Geburtstag, hrsg. von Klaus-Peter Pfeiffer mit Nikolaus Klein, Werner Post, Karl-Dieter Ulke und Knut Walf. Würzburg 1996, S. 237–246.
- „Ich hoffe trotzdem bald in Palästina ein neues Leben anfangen zu können“. Ruth Hadassah Herz aus Beuel (1925-1942) und ihre Briefe. In: Bonner Geschichtsblätter, Bd. 51/52 (2001/2002) (online)
- Und die Juden? Spätes Erinnern – oder: die Rückkehr der Ausgelöschten. In: Das Kriegsende im rechtsrheinischen Bonn. Zeitungsberichte nach 60 Jahren, hrsg. von Carl Jacob Bachem und Hans P. Müller. Bonn 2005, 2. Auflage, S. 176–188.
- Karola Frank. Eine Spurensuche zwischen Bonn, Ellguth und Warschau. In: Bonner Geschichtsblätter, Bd. 57/58 (2008), S. 345–359 (hebräisch 2012, online)
- Unterwegs. Aufsätze aus den Jahren 1969 bis 2016, hrsg. von A. Böttger und Heinz Robert Schlette. Edition Böttger, Bonn 2024.[13]